# Asarkina nigrolata
Asarkina nigrolata är en tvåvingeart som beskrevs av Hull 1941. Asarkina nigrolata ingår i släktet Asarkina och familjen blomflugor.
Artens utbredningsområde är Madagaskar. Inga underarter finns listade i Catalogue of Life.